# Phim xuyên không
Xuyên không (tiếng Trung: 穿越 (xuyên việt), bính âm: chuanyue), tức đi xuyên qua các tầng không gian, là một thể loại giả tưởng thịnh hành tại khối Hoa ngữ, trong đó nhân vật chính du hành xuyên không-thời gian tới quá khứ, tương lai hoặc thế giới khác. 
Tác phẩm đương đại đầu tiên của thể loại này được cho là Tầm Tần ký của tác giả người Hồng Kông Huỳnh Dị. Nhiều tác phẩm nổi tiếng thuộc thể loại này được xuất bản bởi Qidian Chinese Network, ví dụ như Illumine Lingao.
Một thể loại phụ phổ biến là Thanh xuyên (tiếng Trung: 清穿; bính âm: Qingchuan), trong đó mô típ thường thấy nhân vật nữ chính du hành thời gian từ hiện đại trở về triều đại nhà Thanh và có một mối tình lãng mạn với các vị hoàng tử. Ba tiểu thuyết Bộ bộ kinh tâm, Mộng hồi Đại Thanh và Yao Hua là ba bộ tiểu thuyết nổi tiếng đầu tiên của dòng truyện Thanh xuyên, và được gọi là "ba ngọn đồi của tiểu thuyết Thanh xuyên". Tiểu thuyết Thanh xuyên rất phổ biến với người Trung Quốc, đặc biệt là nữ giới trẻ tuổi, điển hình là bộ tiểu thuyết Bộ bộ kinh tâm, nó nổi tiếng đến mức đã được chuyển thể thành phim truyền hình và đã thu hút được lượng khán giả lớn từ khi mới bắt đầu phát sóng. Bên cạnh đó thể loại phim xuyên không này cũng được rất nhiều nhà làm phim châu Á khai thác.